# Bogwang-dong
Bogwang-dong (koreanska: 보광동)   är en stadsdel i stadsdistriktet Yongsan-gu i Sydkoreas huvudstad Seoul.  